# Jim Gibbons (homme politique américain)
Pour les articles homonymes, voir Gibbons (homonymie).
James Arthur Gibbons, dit Jim Gibbons, né le 16 décembre 1944 à Sparks (Nevada), est un homme politique américain. Membre du Parti républicain, il est représentant du Nevada au Congrès des États-Unis de 1997 à 2006 et gouverneur du Nevada entre 2007 et 2011.

## Biographie

### Enfance et études
Jim Gibbons naît à Sparks, au nord-est de Reno, dans le Nevada. Il interrompt ses études à l'université du Nevada à Reno durant la guerre du Viêt Nam, pour servir dans la Force aérienne américaine, de 1967 à 1971. Il suit également des études supérieures en droit à l'université du Sud de la Californie.

### Carrière militaire et civile
En 1975, Jim Gibbons rejoigint la garde nationale aérienne du Nevada, avec laquelle il participa à la guerre du Golfe en 1991 et dont il sera le commandant adjoint entre 1990 et 1996. Il est par ailleuurs décoré à dix-neuf reprises pour sa bravoure et ses services rendus en temps de guerre et en temps de paix : il reçoit ainsi la Distinguished Flying Cross et Legion of Merit. 
Dans la vie civile, il travaille comme juriste, mais aussi comme pilote de ligne pour Western Airlines et Delta Air Lines, comme hydrologiste et géologiste.

### Carrière politique

#### Représentant des États-Unis

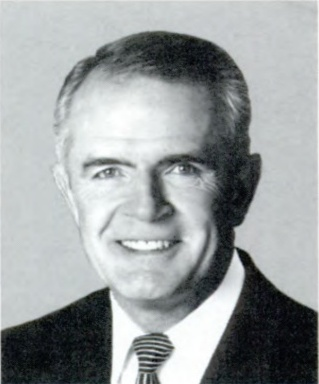
Portrait de Jim Gibbons au Congrès.

De 1989 à 1993, Jim Gibbons est élu à l'Assemblée du Nevada, avec une brève interruption en 1991 lorsqu'il est appelé à la guerre du Golfe. Son siège est temporairement repris par sa femme, Dawn Gibbons. En 1994, il est le candidat républicain au poste de gouverneur, mais est battu par le gouverneur sortant Bob Miller, membre du Parti démocrate.
Lors des élections de 1996, il est élu à la Chambre des représentants des États-Unis pour le deuxième district congressionnel du Nevada, soit la grande majorité de l'État hors du comté de Clark. Il siégera dans de nombreuses commissions parlementaires dont celle des armées. En 1998, son épouse, Dawn Gibbons, est élue à l'Assemblée du Nevada. 
En 2005, il est le coauteur d'une proposition de loi facilitant la vente de terres fédérales aux compagnies minières. Elle sera néanmoins repoussée par le Sénat sous la pression des écologistes et environnementalistes.

#### Gouverneur du Nevada
En 2006, Jim Gibbons est de nouveau le candidat républicain au poste de gouverneur du Nevada, après s'être imposé aux primaires face à Bob Beers, alors élu au Sénat du Nevada, ainsi qu'au lieutenant-gouverneur Lorraine Hunt. 
La campagne est difficile et parsemée de coup bas. Il est notamment accusé d'agression sexuelle dans un parking, le 13 octobre 2006 : une plainte est déposée mais le visionnage des bandes de sécurité, qui avaient enregistré l'agression alléguée, ne démontrent nullement la réalité de celle-ci. Le 25 octobre, Gibbons est alors accusé d'avoir employé une immigrée clandestine comme baby sitter pour ses enfants. Le 1er novembre, il est enfin accusé d'avoir favorisé, en tant qu'élu au Congrès, l'obtention de contrats fédéraux à une entreprise locale du Nevada. 
Il est finalement élu au gouvernorat, le 7 novembre, avec 47,9 % des suffrages contre 43,9 % à Dina Titus, chef de la minorité démocrate au Sénat du Nevada. Il remporte tous les comtés à l'exception de celui de Clark, où il est de justesse devancé par son adversaire. Marqué par de mauvaises cotes de popularité, son mandat laisse à l'ancien juge fédéral Brian Sandoval l'occasion de largement le battre à la primaire républicaine pour les élections de 2010 (55,5 % contre 27,2 %), avant de remporter le gouvernorat et lui succéder.

### Vie privée
Jim Gibbons est mormon et marié à Dawn Gibbons.